# Убийство, скъпа моя
„Убийство, скъпа моя“ (на английски: Murder, My Sweet) е американски филм от 1944 година, криминален трилър на режисьора Едуард Дмитрик по сценарий на Джон Пакстън, базиран на романа „Сбогом, моя красавице“ от Реймънд Чандлър.  Главните роли се изпълняват от Дик Пауъл, Клеър Тревър, Ан Шърли. „Убийство, скъпа моя“ е първата екранизация на роман от поредицата за Филип Марлоу, както и един от първите филми в жанра филм ноар, оказал силно влияние върху неговото развитие.

## Сюжет
В центъра на сюжета е частният детектив Филип Марлоу, нает от излязъл от затвора престъпник да намери някогашната му приятелка, който започва и разследване за открадната нефритена огърлица и свързано убийство.

## В ролите
| Актьор        | Роля                        |
| ------------- | --------------------------- |
| Дик Пауъл     | Филип Марлоу                |
| Клеър Тревър  | Хелън Грайл / Велма Валенто |
| Ан Шърли      | Ан Грейл                    |
| Ото Крюгер    | Жул Амтор                   |
| Майк Мазурки  | Мус Малой                   |
| Майлс Мандър  | Мистър Грайл                |
| Дъглас Уолтън | Линдзи Мариот               |
| Дон Дъглас    | Полицай лейтенант Рандал    |
| Ралф Харолде  | д-р Сондербърг              |
| Естер Хауърд  | Г-жа Джеси Флориан          |